# Breitenbrunn (Oberpfalz)

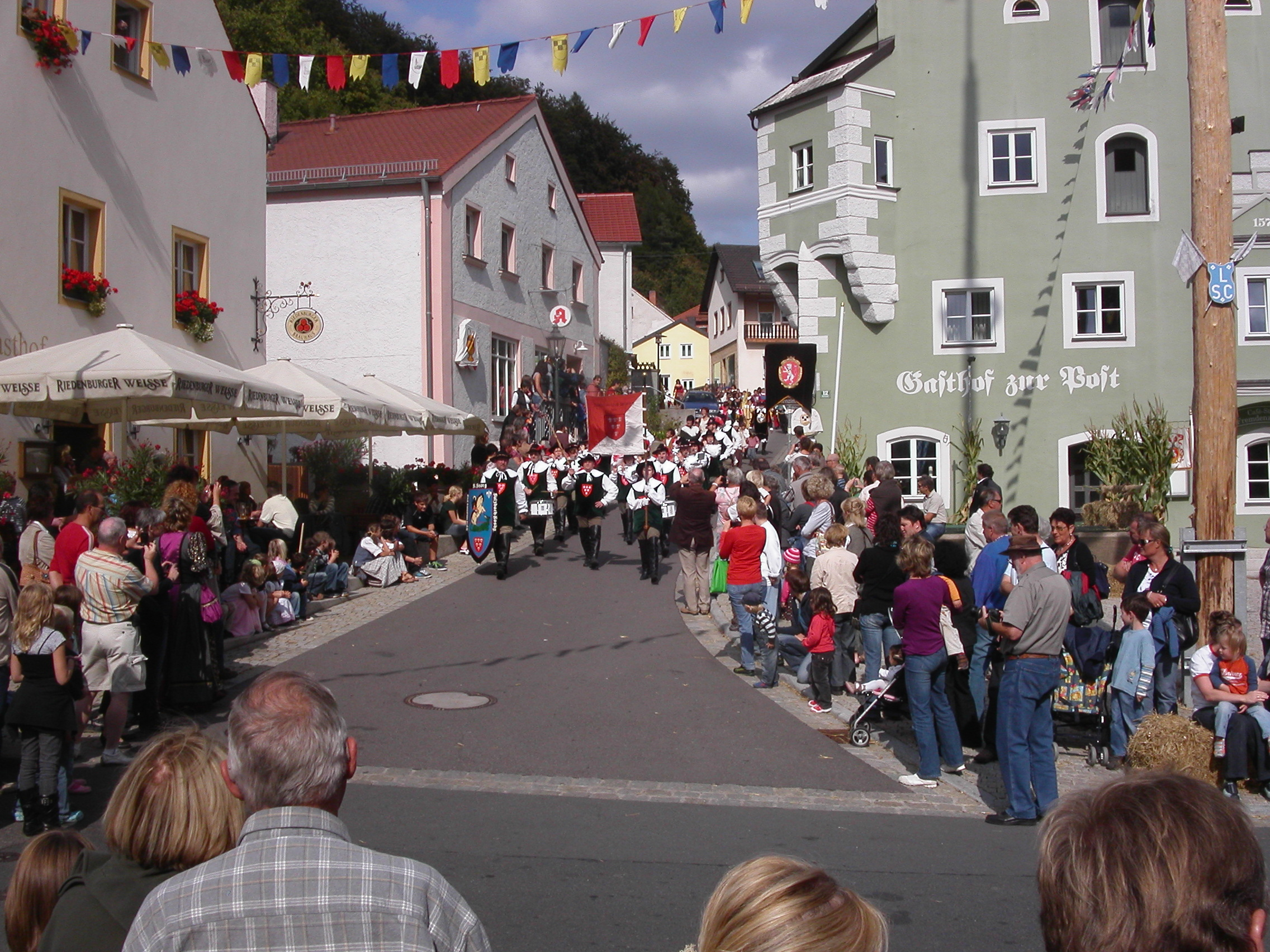
Breitenbrunn (Oberpfalz)

Breitenbrunn (Oberpfalz) este o comună-târg din districtul  Neumarkt in der Oberpfalz, regiunea administrativă Palatinatul Superior, landul Bavaria, Germania.